# Juanfran Guevara
Juan Francisco "Juanfran" Guevara, född 19 augusti 1995 i Lorca i provinsen Murcia, är en spansk roadracingförare. Han körde i Moto3-klassen i Grand Prix Roadracing från debuten 2012 till säsongen 2017.

## Tävlingskarriär
Roadracing-VM 2013 var Juanfran Guevaras första hela VM-säsong. Han körde då för CIP-stallet på en TSR Honda. Säsongen 2014 körde han en Kalex KTM för Aspar Team. Han fortsatte hos Aspar 2015, som den säsongen var den indiska motorcykeltillverkaren Mahindras fabriksteam. Han kom på 24:e plats i VM. Säsongen 2016 körde Guevara en KTM för RBA Racing Team i Moto3-klassen och kom på 21:a plats i VM. Han fortsatte i det teamet Roadracing-VM 2017 och gjorde sin bästa säsong. Han kom trea i Italiens Grand Prix och blev 11:a i VM. Guevara skulle fortsatt i samma team 2018, men innan säsongsstart meddelade han att han drog sig tillbaka från all tävlingsverksamhet till förmån för sin civila karriär.